# Мутун Тутун
Мутун Тутун (Мутунус Тутунус, лат. Mutunus Tutunus) или Мутин Титин (лат. Mutinus Titinus) — фаллическое божество плодородия в римской мифологии.
Святилище Мутуна Тутуна находилось в Древнем Риме до I века до н. э..
Мутун Тутун играл значительную роль в церемонии бракосочетания.
Новобрачные призывали в первую брачную ночь «на помощь» Мутуна Тутуна, на «фаллос которого советуется сесть новобрачной», «чтобы казалось, будто целомудрие их первым познает бог».
Изображался в виде эрегированного фаллоса.